# Джамали, Зафарулла Хан
Зафарулла Хан Джамали (урду ظفر اللہ خان جمالی‎; 1 января 1944, Дера-Мурад-Джамали, Белуджистан — 2 декабря 2020, Равалпинди, Пенджаб) — пакистанский государственный деятель, спортивный функционер. Был 13-м премьер-министром Пакистана и председателем Федерации хоккея Пакистана.

## Биография
Родился 1 января 1944 года в городе Дера-Мурад-Джамали провинции Белуджистан. После того как получил начальное образование, он поступил в Lawrence College. Позже получил степень магистра в области истории в правительством колледже города Лахор.
Зафарулла Хан Джамали начал свою политическую карьеру в качестве члена Пакистанской народной партии, к которой он присоединился в 1970-х годах. Он был избран членом Провинциальной ассамблеи Белуджистана в 1977 году, где занимал должность министра продовольствия, информации и парламентских дел в Кабинете министров.
Джамали был одним из претендентов на премьерство после выборов 1985 года. Другими претендентами на место премьер-министра были Мухаммад Хан Джунеджо и Илахи Сумро. Генерал Мухаммед Зия-уль-Хак принял решение назначить Джунеджо на пост премьер-министра. Джамали же назначили на должность министра водных ресурсов и энергетики.
С 1975 по 2000 год он много путешествовал по Европе, США, Австралии, Африки, Дальнему и Ближнему Востоку. Джамали представлял Пакистан в сессии Организации Объединённых Наций в 1980 и 1991 годах.
Зафарулла Хан Джамали стал первым премьер-министром Пакистана из провинции Белуджистан. Его главной страстью был хоккей, хотя он также играл в теннис и футбол. На протяжении почти двух десятилетий, он был председателем Федерации хоккея Пакистана.
Женат. Имеет четырёх сыновей и дочь. Двое из его сыновей, Шах Наваз Джамали и Джавед Джамали, служат в армии.
Был премьер-министром Пакистана 581 день (с 23-11-2002 по 26-06-2004). Был вынужден уйти в отставку со своего поста после конфликта с президентом Первезом Мушаррафом.